# Ancyluris meliboeus
Ancyluris meliboeus (Fabricius, 1777) è un lepidottero appartenente alla famiglia Riodinidae, diffuso in America Meridionale.

### Pupa

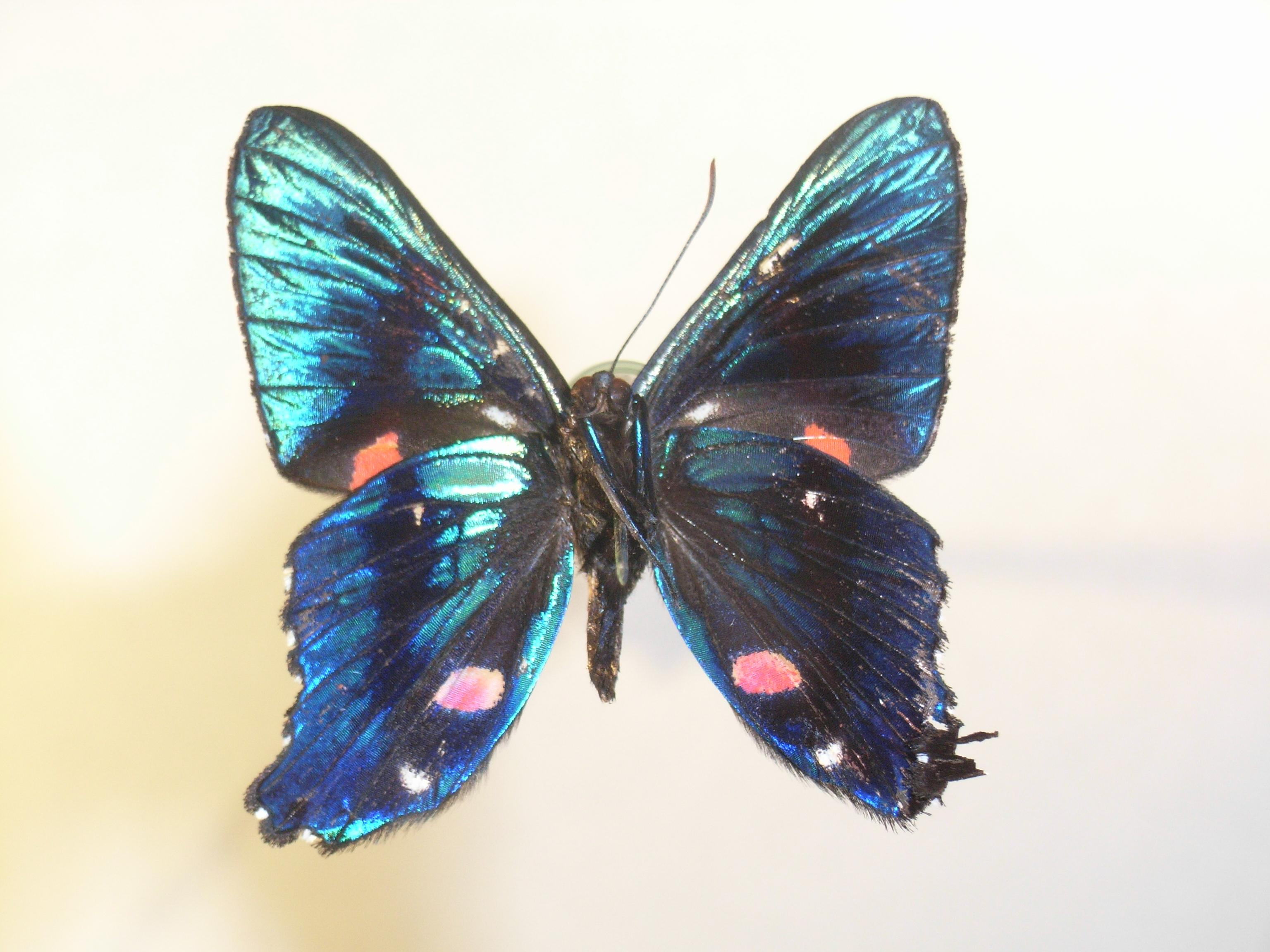
Verso

## Descrizione

### Adulto
L'apertura alare è di circa 40 mm. Un recente studio ha dimostrato che possiede microstrutture insolite sulla pagina inferiore delle ali, in grado di produrre iridescenza, la quale genera un forte contrasto durante il volo.

## Distribuzione e habitat
È endemica del Suriname, della Guyana francese, del Brasile, della Colombia, della Bolivia e del Perù.

## Tassonomia

### Sottospecie
- Ancyluris meliboeus meliboeus (Suriname, Brasile (Amazzonia), Perù)
- Ancyluris meliboeus euaemon (Perù, Colombia, Bolivia)
- Ancyluris meliboeus julia (Brasile)

### Sinonimi
- Ancyluris eudaemon Stichel, 1910
- Ancyluris meliboeus phonia Stichel, 1909
- Ancyluris pyrete Hübner, 1819
- Papilio meliboeus Fabricius, 1777
- Papilio pyretus Cramer, 1777